# NDR-oscillator
En NDR-oscillator (eng. Negative Differential Resistance oscillator) er en oscillator, som har en elektronisk NDR-komponent eller NDR-kredsløb, der på en del af sin overføringskarakteristik har negativ differentiel modstand. En NDR-oscillator er en to-terminal oscillator, da ingen tilbagekobling er nødvendig. Mellem de to terminaler kobles AC-mæssigt en elektrisk svingningskreds.

## NDR-komponent eller NDR-kredsløb
Selvom NDR-komponenten er ulinear og har negativ differentiel modstand, er den som regel i mindre strøm- og spændings-intervaller linear, hvilket betyder at den differentielle modstand i intervallet er konstant.
I netop et nogenlunde lineart interval med negativ differentiel modstand, kan NDR-komponenten forstærke signaler nogenlunde lineart.
En af de simpleste eksempler er at sætte komponenten AC-mæssigt i serie med (lav NDR-impedans) eller parallelt over (høj NDR-impedans) svingningskreds. Når svingningskredsens samlede tab (inkl. evt. ekstern belastningsmodstand) mere end ophæves af den negative differentielle modstand, så vil kredsløbet fungere som en NDR-oscillator.

## Eksempler
Eksempler på NDR-oscillatorer:
- Oscillator med lambda-diode.[2][3]
- Oscillator med tunneldiode: TDO; tunneldiode oscillator.[4]
- Dynatron oscillatorkredsløb med dynatronrør.[5] Se illustration.
- Dynatron oscillatorkredsløb med tetrode.[6] Se illustration.
- Transitron oscillator med pentode.[1][7][8][9] Se illustration.
- Visse IC-kredse kan have negativ differentiel modstand, negativ kapacitans eller negativ induktans i indgangen eller udgangen under visse kredsløbsforhold - se kilde.[10]
- En transistor emitterfølger kan lave utilsigtet oscillation, hvis belastet kapacitivt, da emitterfølgere udgang typisk har negativ induktans.[11]